# Beaulac-Garthby
| Beaulac-Garthby                   |                        |
|                                   |                        |
| Coordenadas: 45°50'N 71°23'W      |                        |
| Província                         | Quebec                 |
| Região administrativa             | Chaudière-Appalaches   |
| Incorporado em                    | 15 de Março de 2000    |
| Prefeito                          | Jean Binette           |
| Código postal                     | 31008                  |
|                                   |                        |
| Área                              |                        |
| - Cidade                          | 76,81 km², 30,7 mi²    |
| Fuso horário                      | UTC -5                 |
| População (2006)                  |                        |
| - Cidade                          | 906                    |
| - Densidade                       | 12 hab/km², 30 hab/mi² |
| Website: www.beaulac-garthby.com/ |                        |

Beaulac-Garthby é uma municipalidade canadense do conselho  municipal regional de Les Appalaches, Quebec, localizada na região administrativa de Chaudière-Appalaches. Em sua área de pouco mais de 76 km², habitam cerca de novecentas pessoas.